# Jean de Gand
Pour les articles homonymes, voir Jean d'Angleterre (homonymie), Jean de Lancastre (homonymie) et Gand (homonymie).
Titres
Duc d'Aquitaine
2 mars 1390 – 3 février 1399
(8 ans, 11 mois et 1 jour)
Duc de Lancastre
13 novembre 1362 – 3 février 1399
(36 ans, 2 mois et 21 jours)
Comte de Leicester et de Lincoln
10 avril 1362 – 3 février 1399
(36 ans, 9 mois et 24 jours)
Comte de Lancastre et de Derby
23 mars 1361 – 3 février 1399
(37 ans, 10 mois et 11 jours)
Comte de Richmond
29 septembre 1342 – 25 juin 1372
(29 ans, 8 mois et 27 jours)
Jean de Gand, duc de Lancastre (6 mars 1340 – 3 février 1399), est un noble anglais et membre de la maison Plantagenêt. Il est le troisième fils du roi Édouard III et de la reine Philippa de Hainaut. Il est appelé au cours de sa vie Jean de Gand car il est né à Gand, alors en Flandre. Lorsqu’il devint plus tard impopulaire pendant les années 1370, des rumeurs circulèrent qu’il était en fait le fils d’un boucher de Gand, peut-être parce qu’Édouard III n’était pas présent à sa naissance.
Jean exerce une grande influence politique au moment où son neveu Richard II accède au trône d’Angleterre et ce durant toute sa minorité. Gand est un acteur des tensions politiques qui marquent l’Angleterre à cette époque. Ayant reçu de son père de nombreuses terres, il devient l’un des hommes les plus riches de son époque. Il revendique sans succès la couronne de Castille au nom de sa seconde épouse Constance.
Jean de Gand a notamment pour descendants les rois de la maison de Lancastre, qui sont Henri IV, Henri V et Henri VI d'Angleterre. On compte également parmi ses descendants légitimes ses filles Philippa, reine de Portugal, Élisabeth, duchesse d'Exeter et Catherine, reine de Castille. Jean de Gand est de plus le père de quatre enfants illégitimes par sa maîtresse Katherine Swynford, qu’il épouse en 1396. Il légitime ses enfants par des décrets royal et papal l’année suivante. De ce troisième et dernier mariage descendent Jeanne Beaufort, grand-mère des futurs rois Édouard IV et Richard III ; Jean Beaufort, arrière-grand-père d'Henri VII ; et Jeanne Beaufort, de qui descendent tous les rois d'Écosse à partir de 1437 et d'Angleterre à partir de 1603. Les trois maisons royales qui règnent sur l’Angleterre après 1399 — les maisons de Lancastre, d’York et Tudor — descendent respectivement d’Henri IV d’Angleterre, de Jeanne Beaufort et de Jean Beaufort. De plus, la fille de Jean de Gand, Catherine de Lancastre, épouse Henri III de Castille, ce qui fait de Jean de Gand, l’ancêtre de tous les rois de Castille à partir de 1406. Par sa fille Philippa de Lancastre, il est aussi l’ancêtre de tous les rois de Portugal à partir de 1433.
Le fils aîné et héritier de Jean de Gand, Henri Bolingbroke, est exilé pour dix ans par le roi Richard II en 1398. Lorsque Jean de Gand mourut en 1399, ses vastes états furent confisqués par la couronne, après quoi Richard déclara Bolingbroke traître et l’exila à vie. Bolingbroke revint d’exil pour reprendre son héritage et déposa Richard. Bolingbroke régna alors sous le nom d’Henri IV jusqu’à sa mort en 1413. Il est le premier des descendants de Jean de Gand à régner sur l’Angleterre.

## Biographie

### Jeunesse
Il est le troisième fils ayant atteint l'âge adulte du roi Édouard III d'Angleterre et de Philippa de Hainaut. Il a pour frères le prince de Galles Édouard de Woodstock dit le Prince Noir, le duc de Clarence Lionel d'Anvers, le comte de Cambridge Edmond de Langley et Thomas de Woodstock. Il est créé comte de Richmond en septembre 1342. Il rend le titre en 1372.
Marié à Blanche de Lancastre le 19 mai 1359, héritière du palatinat du Lancashire, il hérite à la mort de son beau-père Henry de Grosmont en 1361, des titres de ce dernier : comte de Lancastre, Derby, Lincoln et Leicester.
Jean de Gand reçoit le titre de duc de Lancastre de son père le 13 novembre 1362. Il possède alors une trentaine de châteaux et établit sa propre cour, comparable à celle du roi à Londres. Il possède des terres dans chaque comté du royaume et son revenu annuel s'élève à 10 000 £.

### Carrière militaire en France
Au printemps 1369, la guerre reprend entre la France et l'Angleterre. La France est cette fois-ci dirigée par un juriste habile, Charles V. Au cours des années qui suivent, il reprend petit à petit les territoires aux mains des Anglais et les chevauchées qu'Édouard III ordonne ne résolvent rien.

La reconquête par Charles V des territoires concédés au traité de Brétigny.
Domaine royal français.
Apanages des frères du roi de France.
- Chevauchée de Lancastre en 1369.
- Chevauchée de Robert Knowles en 1370.
- Chevauchée de Lancastre en 1373.

En 1369, Lancastre est envoyé à Calais avec le comte de Hereford mener une chevauchée en France. Le 23 août, il est poursuivi par Philippe le Hardi. Lancastre n'ose pas attaquer et les deux armées se font face pendant plusieurs semaines jusqu'à ce que les Anglais soient renforcés par le comte de Warwick. Les Français se retirent alors sans livrer bataille. Lancastre et Warwick décident alors de s'emparer de Harfleur. Renforcée par des mercenaires allemands, l'armée anglaise marche sur Harfleur, mais est ralentie par les opérations de guérilla des Français pendant que Harfleur se prépare à un siège. Lancastre s'empare provisoirement de la ville en octobre, mais ses hommes étaient si affaiblis par la dysenterie et la peste bubonique qu'il décida de repartir pour Calais. L'armée anglaise affronte les Français qui veulent les empêcher de traverser la Somme. En novembre, Lancastre est à Calais mais a perdu beaucoup d'hommes. Par son acharnement, Lancastre a ainsi découragé Charles V d'envahir l'Angleterre.
En 1370, les Anglais tentent de se ressaisir et font un exemple de Limoges qui a osé tourner française et que le duc de Berry a laissée peu défendue. Le prince de Galles fait payer très cher leur ralliement aux Limougeaux : le 19 septembre, après 5 jours de siège pendant lesquels les murailles sont sapées et minées, il reprend la ville, épaulé par les ducs de Lancastre et de Cambridge, et fait massacrer la population puis incendier la cité. L'objectif est de faire un exemple dissuasif pour arrêter l'hémorragie de villes tournant françaises, mais c'est l'effet inverse qui se produit : cette conduite encourage l'anglophobie et renforce le sentiment national naissant.
En 1371, Lancastre essaie sans succès avec son père d'envahir la France mais l'invasion est annulée à cause des tempêtes qui ne lui permettent pas de traverser la Manche.
Édouard III tente une chevauchée censée ruiner la France dans ses forces vives. Le 12 juin 1373, il institue Jean de Gand lieutenant spécial et capitaine général dans le royaume de France. Accompagné de Jean IV de Bretagne, il conduit à travers la France une chevauchée des plus dévastatrices à partir d'août 1373. Mais celle-ci reste sous contrôle : Philippe le Hardi tient les ponts et les châteaux sur son aile droite, Bertrand du Guesclin la suit et empêche tout repli vers Calais. Elle traverse la Picardie et le Vermandois mais, ne pouvant aller vers l’ouest, elle se dirige vers Reims, puis Troyes où elle trouve portes closes. Battu par Olivier de Clisson à Sens, le duc de Lancastre ne peut rejoindre la Bretagne, il tente donc de rallier la Guyenne en traversant le Limousin. Ses hommes sont affamés, les chevaux épuisés (ou mangés), la fin de l’expédition se fait à pied et perd la moitié de ses effectifs (les défections sont nombreuses). Trop lourdes, les armures ont été jetées. La chevauchée est sauvée d’un désastre plus complet par les villes de Tulle, Martel et Brive qui ouvrent leurs portes sans coup férir. Mais le moral n’y est plus, la zizanie gagne les chefs. L’arrivée piteuse du résidu des troupes de Jean de Lancastre à Bordeaux le 24 décembre 1373 brise le moral des fidèles au roi d’Angleterre : les Français avancent nettement, reprenant Tulle, Martel et Brive, mais surtout en entrant dans La Réole qui verrouille le Bordelais et dont les bourgeois savent ne plus pouvoir compter sur aucun secours. Sans espoir, Lancastre rentre en Angleterre en avril 1374.
La guerre étant arrivée à un statu quo où il devient difficile de faire bouger les lignes, les deux partis sont réunis à Bruges. Mais ils n’arrivent pas à trouver un point d’accord. Sous l'influence de Grégoire XI, les belligérants signent le 1er juillet 1375 une trêve qui dure jusqu'en juin 1377. À la signature de la trêve de Bruges, les Anglais ne possèdent plus en France qu'une Guyenne étriquée et Calais ; la France récupère le duché de Bretagne à l'exception de quelques villes.
La dernière campagne militaire de Lancastre en France a lieu en 1378. Il prévoit une grande invasion navale de la Bretagne, aux mains de Charles V depuis 1373, en débarquant à Brest. Finalement, le nombre de navires est insuffisant pour débarquer à Brest et Lancastre décide alors de s'emparer de Saint-Malo. Les Anglais détruisent la flotte de Saint-Malo le 14 août, mais son armée, trop importante, est harcelée par Clisson et du Guesclin. L'avancée anglaise est ainsi contenue. En septembre, le siège est abandonné et les Anglais rentrent piteusement en Angleterre. Lancastre est critiqué par ses opposants pour cette débâcle.

### L'influence de Lancastre à la fin du règne d'ÉdouardIII
Les déboires militaires à l’étranger et la pression fiscale associée aux campagnes mènent à un mécontentement politique à l’intérieur. Les problèmes arrivent à leur apogée au parlement de 1376, surnommé le Bon Parlement. Le parlement a été rassemblé pour définir l’imposition mais la Chambre des communes saisit cette occasion pour présenter des revendications spécifiques. Les critiques sont en particulier dirigées à l’encontre des plus proches conseillers du roi.
Les pétitions de la Chambre des communes sont soutenues par le chancelier William de Wykeham mais irritent Jean de Gand, qui y voit une menace pour la monarchie. En ce temps-là, le roi et le prince de Galles sont tous deux affaiblis par la maladie, laissant à Jean de Gand les rênes du gouvernement. Celui-ci est forcé d’accepter les demandes du Parlement mais, à la convocation du Mauvais Parlement en janvier 1377, la plupart des réalisations du Bon Parlement sont annulées.

### L'avènement deRichardII
Le prince de Galles meurt le 8 juin 1376. Avant de succomber à la maladie, il a fait promettre à Édouard III et à Lancastre d'assurer la succession sur le trône de son fils unique, le jeune Richard de Bordeaux, qui n'a que neuf ans. Les membres de la Chambre des communes craignent alors que Lancastre veuille usurper le trône. C’est pour cette raison que Richard est investi des titres de son père dont celui de prince de Galles, dès le 20 novembre 1376.
Le 21 juin 1377, Édouard III meurt à son tour, et Richard est couronné roi d’Angleterre le 16 juillet 1377 à l’âge de dix ans. Encore une fois, la crainte de Lancastre et de ses ambitions sur le pouvoir orientent les responsables politiques dans leur décision, et l’idée d’une régence dirigée par l’oncle du roi est refoulée. Plutôt que de laisser le jeune roi exercer ses pouvoirs, on choisit d’instaurer une série de « conseils continus » desquels Lancastre est exclu. Ce dernier garde, avec son frère cadet Thomas de Woodstock, créé comte de Buckingham, une grande influence informelle sur les décisions du gouvernement. Les conseils prennent fin en janvier 1380, lorsque Richard a treize ans.

### La révolte des paysans
Bien que la poll tax de 1381 soit la cause directe de la révolte des paysans, ce conflit trouve sa véritable origine dans les tensions profondes qui existent à l’époque entre propriétaires et paysans. Ces tensions sont principalement liées aux conséquences démographiques de la peste qui a frappé le pays à plusieurs reprises. À cette époque de discrédit de l’Église due au grand schisme d'Occident, des prédicateurs lollards sillonnent les campagnes en diffusant les idées égalitaires du théologien John Wyclif qui y trouvent un large écho. Lancastre semble même avoir été quelque temps influencé par la doctrine de Wyclif. Étant donné que depuis Édouard II, la population est massivement entraînée au maniement de l’arc long, elle a les moyens d’entreprendre des actions militaires.
La rébellion commence fin mai dans l'Essex, puis dans le Kent. Le 12 juin 1381, des paysans s’attroupent à Blackheath près de Londres, menés par Wat Tyler, John Ball et Jack Straw. Ils finissent par entrer dans Londres, où certains habitants de la ville adhérent à leurs idées. L’hôtel de Savoie de Jean de Gand est réduit en cendres, et de nombreux juristes sont tués. Les rebelles réclament la totale abolition de la servitude, ce qui serait une véritable révolution. Le roi se réfugie dans la tour de Londres avec ses conseillers. Ils s’accordent pour avouer l’incapacité du gouvernement à maîtriser la rébellion par la force, et s’apprêtent à négocier.

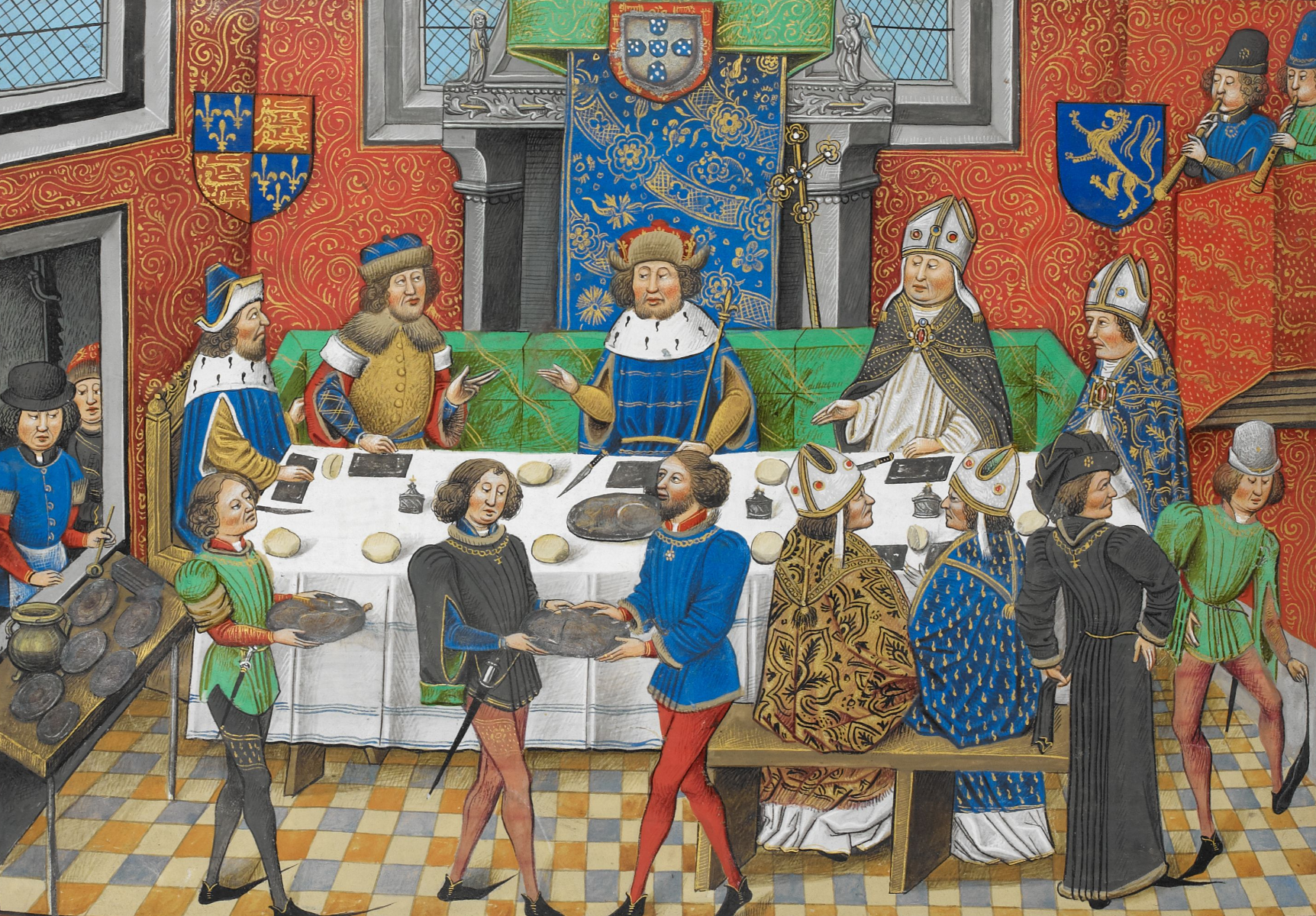
Lancastre dînant avec le roi du Portugal.

Les rebelles exécutent les conseillers impopulaires du roi tels Simon Sudbury ou Robert de Hales. Lancastre échappe à une mort certaine car il était à ce moment-là absent de Londres. Cherchant refuge chez ses relations dans le Nord, il se voit refuser l'accès des villes par crainte de représailles des rebelles. Il trouve refuge alors à la cour de Robert II d'Écosse. Pendant ce temps, Richard II, malgré ses quatorze ans, a su contenir la colère des rebelles après le meurtre de Tyler et faire preuve de courage. Après l'exécution des principaux chefs rebelles en juillet 1381, Lancastre revient à Londres.

### Prétentions au trône de Castille
Ayant épousé en secondes noces Constance de Castille le 21 septembre 1371, il est prétendant à la couronne de Castille. Constance est la fille aînée de Pierre Ier, tué en 1369 par le prétendant au trône Henri de Trastamare, qui avait usurpé le trône sous le nom de Henri II. L'arrivée au pouvoir en Castille d'un roi pro-français menaçait les intérêts anglais en Guyenne. Le Prince Noir et Lancastre avaient défendu Pierre en 1367 en battant l'armée des Trastamare à la bataille de Nájera. Le 29 janvier 1372, Lancastre revendique officiellement la couronne de Castille et inscrit les armoiries de Castille dans ses propres armoiries. Il rassemble une petite cour castillane comprenant les fidèles de Pierre de Castille. Il adopte également la formule Yo El Rey (Moi, le Roi).
Lancastre souhaite envahir la Castille pour être couronné roi mais son départ est retardé à plusieurs reprises du fait d'un manque de financement, car la guerre en France a ruiné les caisses de l'Angleterre. C'est seulement après l'avènement du roi Jean Ier de Portugal en 1385, très anglophile, que Lancastre se décide à débarquer dans la péninsule Ibérique, assuré d'avoir un allié. L'alliance anglo-portugaise est renforcée par le mariage du roi de Portugal avec la fille aînée de Gand, Philippa de Lancastre.

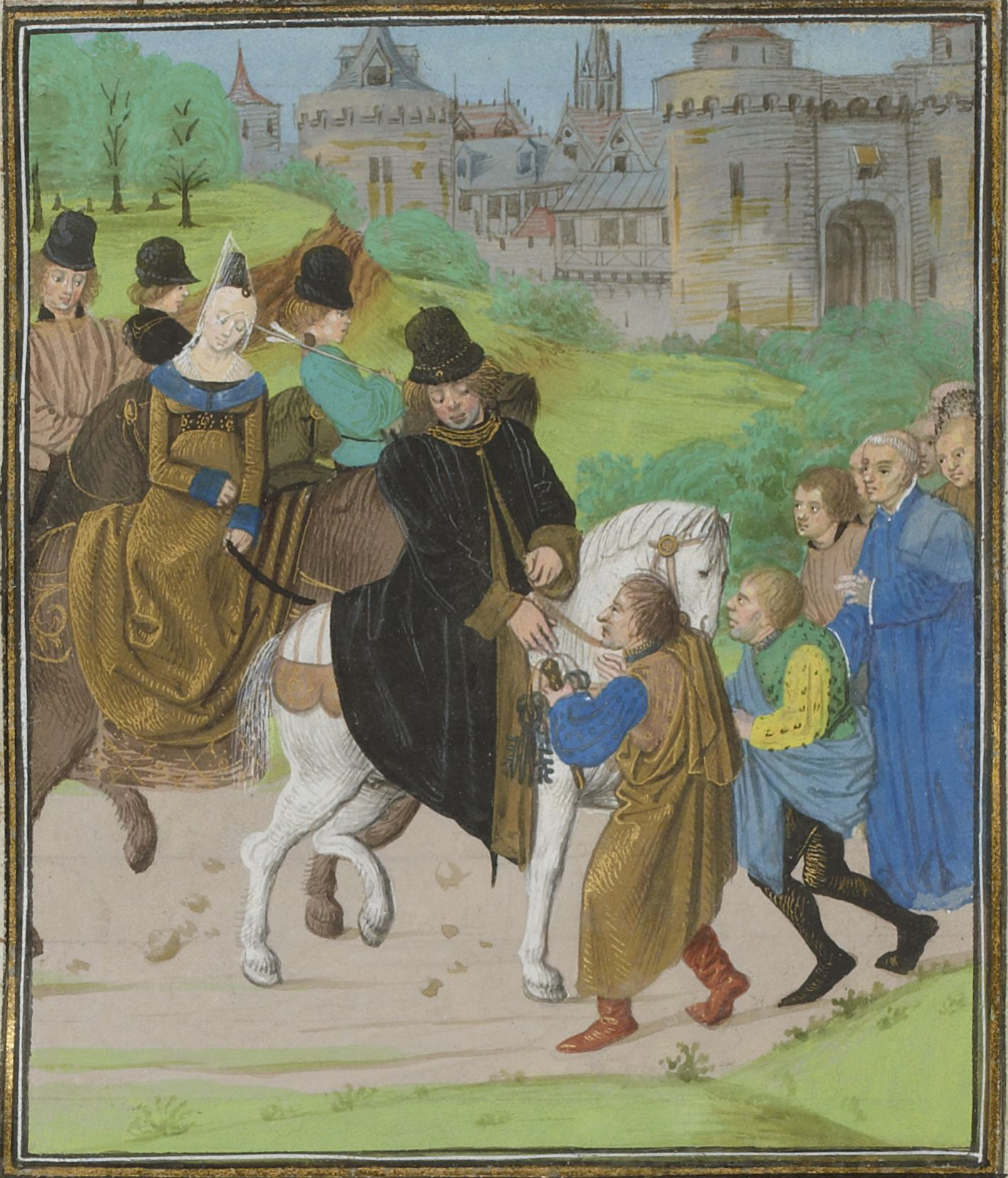
Lancastre reçoit la soumission de Saint-Jacques-de-Compostelle.

Le 29 juillet 1386, Lancastre débarque à La Corogne. Jean Ier de Castille, qui croyait qu'il débarquerait au Portugal afin de rassembler des troupes supplémentaires, est totalement pris de court. Lancastre établit sa cour à Ourense et reçoit l'hommage des nobles galiciens. Il se fait couronner roi de Galice à Saint-Jacques-de-Compostelle. Lancastre n'arrive cependant pas à affronter Jean de Trastamare à terrain découvert. Entre avril et juin 1387, l'armée anglo-portugaise poursuit les Castillans mais est affamée par le climat aride. De nombreux soldats anglais désertent et repartent en Guyenne.
Par un traité, signé avec le roi Jean Ier de Castille en juillet 1388 à Bayonne, Lancastre renonce à ses prétentions dynastiques sur la péninsule Ibérique. En contrepartie, sa fille Catherine de Lancastre épouse l'héritier castillan, le futur Henri III de Castille.

### Retour en Angleterre et dernières années
Lancastre quitte alors la Castille et reste quelque temps en Aquitaine, avant de rentrer en Angleterre en novembre 1389. La situation politique a alors évolué depuis 1386. La dépendance du roi vis-à-vis de ses favoris crée un mécontentement qui aboutit à la reprise en main du gouvernement par un groupe de cinq nobles connus comme les « Lords Appellant ». Ces Lords Appellant sont composés notamment de Thomas de Woodstock, devenu duc de Gloucester, et de Henri Bolingbroke, le fils et héritier de Lancastre. Après que Bolingbroke ait battu l'armée du roi à Radcot Bridge en décembre 1387, les Lords Appellant font exécuter lors des séances de l'Impitoyable Parlement en mars 1388 les principaux favoris de Richard. Mais la politique des Lords à l'étranger est désastreuse. Les Anglais sont battus par les Écossais à la bataille d'Otterburn en août 1388 et une chevauchée en France échoue en septembre 1388. Ayant été informé du prochain retour de Lancastre, Richard II se déclare majeur en mai 1389 et reprend le contrôle des affaires.
En juillet 1389, Lancastre, qui est alors en France, négocie la trêve de Leulinghem qui met fin à la guerre avec la France. Lancastre était tout comme le roi partisan de la paix, conscient que la France disposait de trop de ressources militaires par rapport à l'Angleterre. Le 2 mars 1390, le Parlement anglais le nomme en récompense duc d'Aquitaine, un titre qui lui donne une considérable indépendance vis-à-vis de Richard. Il est de plus Lord High Steward d'Angleterre, titre honorifique donné au plus haut officier du royaume anglais. Le Parlement a désormais conscience que Lancastre a voulu préserver le bien de la couronne d'Angleterre et il n'est plus considéré comme une menace du pouvoir comme en 1377 lors de l'avènement de Richard.
En 1390, Richard fait légitimer en privé les enfants que Lancastre a eu de sa relation avec Katherine Swynford. Après la mort de Constance de Castille en 1394, Lancastre et Katherine se marient à la cathédrale de Lincoln en 1396. La légitimation des cinq enfants de Lancastre et de Katherine est confirmée par un acte du Parlement en 1397 et les cinq enfants reçoivent le nom de famille de Beaufort, car ils étaient tous nés au château de Beaufort entre 1373 et 1379.
En 1394, Lancastre retourne en Aquitaine préserver la paix entre les différentes familles gasconnes. En 1396, il accompagne le roi en France lorsqu'il va chercher sa nouvelle épouse Isabelle de Valois, puis de là adhère au projet de croisade franco-anglais contre les Turcs, ce qui s'achève néanmoins par une défaite lors de la bataille de Nicopolis.
En septembre 1397, les principaux Lords Appellant — Thomas de Woodstock, 1er duc de Gloucester, Richard FitzAlan, 4e comte d'Arundel et Thomas de Beauchamp, 12e comte de Warwick — sont arrêtés pour avoir prétendument comploté la mort du roi. Gloucester est assassiné secrètement alors qu'il est emprisonné à Calais. Lancastre ne proteste pas auprès du roi contre le meurtre de son frère car il craint pour la vie de son fils Bolingbroke, qui est néanmoins épargné par Richard.
En septembre 1398, Bolingbroke entre en conflit avec Thomas de Mowbray, ce dernier l'accusant de trahison. La dispute devait être réglée par un duel mais au dernier moment, Richard intervient et prononce des peines d'exil : 10 ans pour Bolingbroke, à vie pour Norfolk. Bolingbroke se réfugie à Paris puis en Bretagne. Déprimé par l'exil de son héritier, Lancastre meurt le 3 février 1399 dans son château de Leicester. À sa mort, Jean de Gand est inhumé en la cathédrale Saint-Paul de Londres.

### Postérité
Peu après la mort de Lancastre, Bolingbroke est dépossédé de ses biens par Richard II. En mai 1399, Richard part en expédition en Irlande. Le mois suivant, Bolingbroke débarque à Ravenspurn pour reprendre son héritage. Richard, revenu en catastrophe, se rend à Bolingbroke au château de Flint le 19 août. Ils rentrent ensemble à Londres où Richard est emprisonné à la tour de Londres. Le 29 septembre, Richard est forcé d'abdiquer en faveur de Bolingbroke, qui fonde la maison de Lancastre et règne sous le nom d'Henri IV jusqu'à sa mort en 1413.
Jean de Gand est ainsi l'ancêtre de tous les rois d'Angleterre à partir de 1399. De plus, il est l'ancêtre de tous les rois d'Écosse à partir de 1437 lorsque son arrière-petit-fils Jacques II monte sur le trône.
Jean de Gand est un personnage dans la pièce Richard II de William Shakespeare, en 1595. Il y prononce notamment cette célèbre envolée lyrique (qui, dans le contexte, est une lamentation) au sujet de l'Angleterre (traduite ici en français par François-Victor Hugo ) :
« Cet auguste trône des rois, cette île porte-sceptre, — cette terre de majesté, ce siège de Mars, — cet autre Éden, ce demi-paradis, — cette forteresse bâtie par la nature pour se défendre — contre l’invasion et le coup de main de la guerre, — cette heureuse race d’hommes, ce petit univers, — cette pierre précieuse enchâssée dans une mer d’argent — qui la défend, comme un rempart, — ou comme le fossé protecteur d’un château, — contre l’envie des contrées moins heureuses, — ce lieu béni, cette terre, cet empire, cette Angleterre… »

## Mariages et descendance
Il épouse en premières noces en la Queen's chapel de l'abbaye de Reading le 13 mai 1359 Blanche de Lancastre (1345-1368), dame de Beaufort et fille du duc de Lancastre Henry de Grosmont, lui-même arrière-petit-fils du roi Henri III d'Angleterre), et d'Isabelle de Beaumont. Ils ont sept enfants :
1. Philippa (1360-1415), mariée en 1387 à Jean Ier de Portugal, d'où la suite des rois de Portugal, des rois de Castille puis d'Espagne à partir d'Isabelle, des Habsbourg à partir de Maximilien ;
2. Jean (1362 ou 1364), mort jeune ;
3. Élisabeth (1363-1425), mariée en 1380 à Jean Hastings, 3e comte de Pembroke, puis à Jean Holland, duc d'Exeter ;
4. Édouard (1365), mort jeune ;
5. Jean (1366), mort jeune ;
6. Henri (1367-1413), roi d'Angleterre sous le nom d'Henri IV, d'où la suite des rois Lancastre d'Angleterre ;
7. Isabelle (1368, morte jeune).

En secondes noces, il épouse à Roquefort (Landes), le 21 septembre 1371, Constance de Castille (1354-1394) (fille de Pierre Ier de Castille dit « le Cruel » et de Maria de Padilla ; sœur d'Isabelle la femme d'Edmond de Langley duc d'York, frère cadet de Jean de Gand). Ils ont deux enfants :
1. Catherine de Lancastre (1372-1418), mariée en 1393 à Henri III de Castille, d'où la suite des rois de Castille puis d'Espagne ;
2. Jean (1374, mort jeune).

En troisièmes et dernières noces, il épouse à Lincoln, le 13 janvier 1396, Catherine Swynford de Roët (1350-1403), fille de Gilles/Paon/Payne de Roët et sœur de Philippa de Roët, l'épouse de Geoffrey Chaucer. Ils ont quatre enfants (nés avant le mariage de leurs parents, ils seront légitimés sous le nom de Beaufort, du nom de la châtellenie de Beaufort en Champagne, aujourd'hui Montmorency-Beaufort, appartenant à la première maison de Lancastre ; comtes puis ducs de Somerset, ils sont à l'origine des ducs de Beaufort issus en lignée naturelle directe des Beaufort-Somerset) :
1. Jean Beaufort (1373-1410), comte de Somerset, arrière-grand-père d'Henri VII Tudor, roi d'Angleterre, et de Jacques III d'Écosse ;
2. Henri Beaufort (1375-1447), évêque de Lincoln et Winchester puis cardinal, légat du pape ;
3. Thomas Beaufort (1377-1426), duc d'Exeter ;
4. Jeanne Beaufort (1379-1440), mariée à Robert de Ferrières en 1391, puis à Ralph Neville, 5e baron Neville de Raby, 1er comte de Westmorland en 1397 : Jeanne et Ralph sont les grands-parents maternels d'Édouard IV et de Richard III.

Les analyses ADN pratiquées sur le squelette de Richard III, dont Jean de Gand est à la fois un arrière-grand-oncle paternel et un ascendant direct par sa mère Cécile Neville, ont mis en évidence une illégitimité dans la descendance en ligne agnatique (masculine) d'Édouard III,.

## Titres et armes

### Titres
- comte de Richemont : apanage octroyé en septembre 1342, remis à la couronne en juin 1372.
- comte de Leicestre, Lancastre et Derby: comte baile de ces fiefs du chef de sa femme - jure uxoris - à la mort du père de celle-ci, Henry de Grosmont, en novembre 1362.
- duc de Lancastre : créé duc le 13 novembre 1362 à la mort de son prédécesseur et beau-père Henry de Grosmont.
- roi de Galice, Castille et Leon: de par son second mariage en 1372 avec l'héritière contestée de ces royaume, Constance de Castille. Sauf durant sa brève occupation de la Galice de 1386 à 1387, ces prétentions au trône de Castille demeurèrent vaines et il y renonça dès 1388.
- duc de Guyenne (2 mars 1390 – 3 février 1399): titre concédé à vie en mars 1390 par le parlement de son neveu le roi Richard II d'Angleterre.

### Armes
En tant que fils du roi d'Angleterre, Jean portait les armes du royaume (écartelé de France ancien et d'Angleterre) brisées d'un lambel à trois pendants d'hermine.
Prétendant au trône de Castille et León à partir de 1372, il augmenta son blason des armes de ces royaumes (écartelé de gueules au château d'or et d'argent au lion rampant de gueules ou de pourpre) avec les siennes. Les armes de Castille et León apparurent à partir de 1372 à dextre (c'est-à-dire sur la moitié gauche) de son écu, et celles d'Angleterre brisées sur l'autre moitié. Puis, renonçant à ses prétentions en 1388, il plaça les armes de Castille en cœur de son écu.
Jean de Gand portait aussi lors des joutes ou pour personnaliser son emblématique une devise à trois plumes d'autruche herminées sur fond noir, s'inspirant en la modifiant de la devise héraldique de son frère le Prince Noir qui portait les mêmes trois plumes d'autruche, mais blanches. Ces plumes d'autruche apparaissent sur les vitraux de la chapelle de Gand, dans la cathédrale St-Paul de Londres.